# Tsuruichi Hayashi
Tsuruichi Hayashi (Tokushima, 13 de Junho de 1873 - Natujo, 4 de Outubro de 1935) foi um matemático japonês. Ficou conhecido pelas suas tabelas numéricas de funções reais.